# Eduardo Aranda
Eduardo Lorenzo Aranda  (Assunção, 28 de Janeiro de 1985) é um futebolista paraguaio que joga como volante.

## Carreira

### Clubes do Uruguai
Começou nas divisões de base do Olimpia do Paraguai. Em seguida, ele viajou para o Uruguai para tentar a sua sorte por Rampla Juniors onde permaneceu. Em 2007 juntou-se ao Liverpool. Depois de dois anos no clube, ele foi para o Nacional e Defensor.

### Olimpia
Em 2011, torna-se um dos reforços Olimpia onde fez parte do time Campeão Paraguaio de 2011 após 11 anos sem título.Dono de marcação eficiente,desarmes precisos e confiável proteção a zaga, foi um dos destaques do seu time na campanha na Copa Libertadores de 2013, sendo eleito o melhor primeiro volante da competição passando a ser observado por diversos clubes brasileiros.

### Vasco da Gama
Em dezembro de 2013 foi anunciado como novo reforço do Vasco da Gama, com um contrato de 3 anos.

### Volta ao Olimpia
Acertou, com o Olimpia, voltando ao clube que se destacou por empréstimo de 3 temporadas.

### Seleção Paraguaia
Em 9 de junho de 2012, Aranda fez sua estreia pelo Paraguai em jogo válido pelas eliminatórias da Copa do Mundo de 2014 contra a Bolívia.

## Estatísticas

### Clubes
Atualizado até 29 de novembro de 2014.
| Clube             | Temporada         | Campeonato nacional | Campeonato nacional | Copa nacional | Copa nacional | Competições continentais[a] | Competições continentais[a] | Campeonato estadual | Campeonato estadual | Total | Total |
| Clube             | Temporada         | Jogos               | Gols                | Jogos         | Gols          | Jogos                       | Gols                        | Jogos               | Gols                | Jogos | Gols  |
| ----------------- | ----------------- | ------------------- | ------------------- | ------------- | ------------- | --------------------------- | --------------------------- | ------------------- | ------------------- | ----- | ----- |
| Rampla Juniors    | 2005/06           | 14                  | 0                   | 3             | 0             | —                           | —                           | —                   | —                   | 17    | 0     |
| Rampla Juniors    | 2006/07           | 11                  | 1                   | —             | —             | —                           | —                           | —                   | —                   | 11    | 1     |
| Rampla Juniors    | Total             | 25                  | 1                   | 3             | 0             | —                           | —                           | —                   | —                   | 28    | 1     |
| Liverpool         | 2006/07           | 13                  | 1                   | —             | —             | —                           | —                           | —                   | —                   | 13    | 1     |
| Liverpool         | 2007/08           | 25                  | 3                   | —             | —             | —                           | —                           | —                   | —                   | 25    | 3     |
| Liverpool         | 2008/09           | 23                  | 1                   | —             | —             | —                           | —                           | —                   | —                   | 23    | 1     |
| Liverpool         | Total             | 61                  | 5                   | —             | —             | —                           | —                           | —                   | —                   | 61    | 5     |
| Nacional          | 2009/10           | 10                  | 1                   | —             | —             | —                           | —                           | —                   | —                   | 10    | 1     |
| Nacional          | Total             | 10                  | 1                   | —             | —             | —                           | —                           | —                   | —                   | 10    | 1     |
| Defensor          | 2010/11           | 29                  | 4                   | 1             | 0             | 5                           | 1                           | —                   | —                   | 35    | 5     |
| Defensor          | Total             | 29                  | 4                   | 1             | 0             | 5                           | 1                           | —                   | —                   | 35    | 5     |
| Olimpia           | 2011              | 15                  | 0                   | —             | —             | 3                           | 0                           | —                   | —                   | 18    | 0     |
| Olimpia           | 2012              | 40                  | 2                   | —             | —             | 8                           | 2                           | —                   | —                   | 48    | 4     |
| Olimpia           | 2013              | 28                  | 0                   | —             | —             | 15                          | 2                           | —                   | —                   | 43    | 2     |
| Olimpia           | 2015              | 0                   | 0                   | —             | —             | 0                           | 0                           | —                   | —                   | 0     | 0     |
| Olimpia           | Total             | 83                  | 2                   | —             | —             | 24                          | 4                           | —                   | —                   | 109   | 6     |
| Vasco da Gama     | 2014              | 20                  | 0                   | 6             | 0             | —                           | —                           | 13                  | 0                   | 39    | 0     |
| Vasco da Gama     | Total             | 20                  | 0                   | 6             | 0             | —                           | —                           | 13                  | 0                   | 39    | 0     |
| Total na carreira | Total na carreira | 228                 | 13                  | 12            | 0             | 29                          | 5                           | 13                  | 0                   | 282   | 18    |

- a. ^ Jogos da Taça Libertadores da América e Copa Sul-Americana

### Seleção Paraguaia
Atualizado até 02 de janeiro de 2014.
| Ano   |       |      |
| Ano   | Jogos | Gols |
| ----- | ----- | ---- |
| 2012  | 1     | 0    |
| Total | 1     | 0    |

Expanda a caixa de informações para conferir todos os jogos deste jogador, pela sua seleção nacional.
|    | Data                | Local           | Resultado | Adversário | Gols | Competição                             |
| -- | ------------------- | --------------- | --------- | ---------- | ---- | -------------------------------------- |
| 1. | 09 de junho de 2012 | La Paz, Bolívia | 1–3       | Bolívia    | —    | Eliminatórias da Copa do Mundo de 2014 |

## Títulos
Olímpia
- Campeonato Paraguaio: 2011 (Clausura)

## Prêmios Individuais
- Melhor primeiro volante da Copa Libertadores de 2013

## Ligações Externas
- «Estatísticas em Soccerway»
- «Estatísticas em Fifa.com» (em inglês)